# Presidente Epitácio
Presidente Epitácio é um município brasileiro do estado de São Paulo. Sua população estimada pelo Instituto Brasileiro de Geografia e Estatística (IBGE) era de 40 383 habitantes em 2024. O município é formado pela sede e pelo distrito de Campinal.

## Estância turística
Presidente Epitácio é um dos 29 municípios paulistas considerados estâncias turísticas pelo Estado de São Paulo, por cumprirem determinados pré-requisitos definidos por Lei Estadual. Tal status garante a esses municípios uma verba maior por parte do Estado para a promoção do turismo regional. Também, o município adquire o direito de agregar junto a seu nome o título de Estância Turística, termo pelo qual passa a ser designado tanto pelo expediente municipal oficial quanto pelas referências estaduais.

## Topônimo
O nome da cidade foi escolhido em homenagem a Epitácio Pessoa, então presidente do Brasil na época.

## História

### Cronologia
Algumas datas importantes para a história de Presidente Epitácio:
- 1906 – Dia 1º de janeiro, ao meio dia, fundada por Francisco Whitaker no município de Campos Novos do Paranapanema (atual Campos Novos Paulista), nasce como Porto Tibiriçá a atual Estância Turística de Presidente Epitácio;
- 1906 - É criado o distrito policial de Porto Tibiriçá no município de Campos Novos do Paranapanema;
- 1921 – A Lei 18 de novembro cria o ditrito e município de Presidente Prudente, a quem Presidente Epitácio passa a pertencer;
- 1922 – Inaugurada a estação Porto Presidente Epitácio da Estrada de Ferro Sorocabana no dia 1º de maio;[11]
- 1936 – No dia 13 de janeiro, pela Lei nº 2.571, Presidente Epitácio é elevado à condição de distrito pertencente ao município de Presidente Venceslau;
- 1942 – O Decreto nº 13.075, de 25 de novembro, cria as reservas da Lagoa São Paulo (13.343 ha.) e do Pontal do Paranapanema (246.840 ha.);
- 1948 – É criado o município de Presidente Epitácio pela Lei nº 233 de 24 de dezembro;

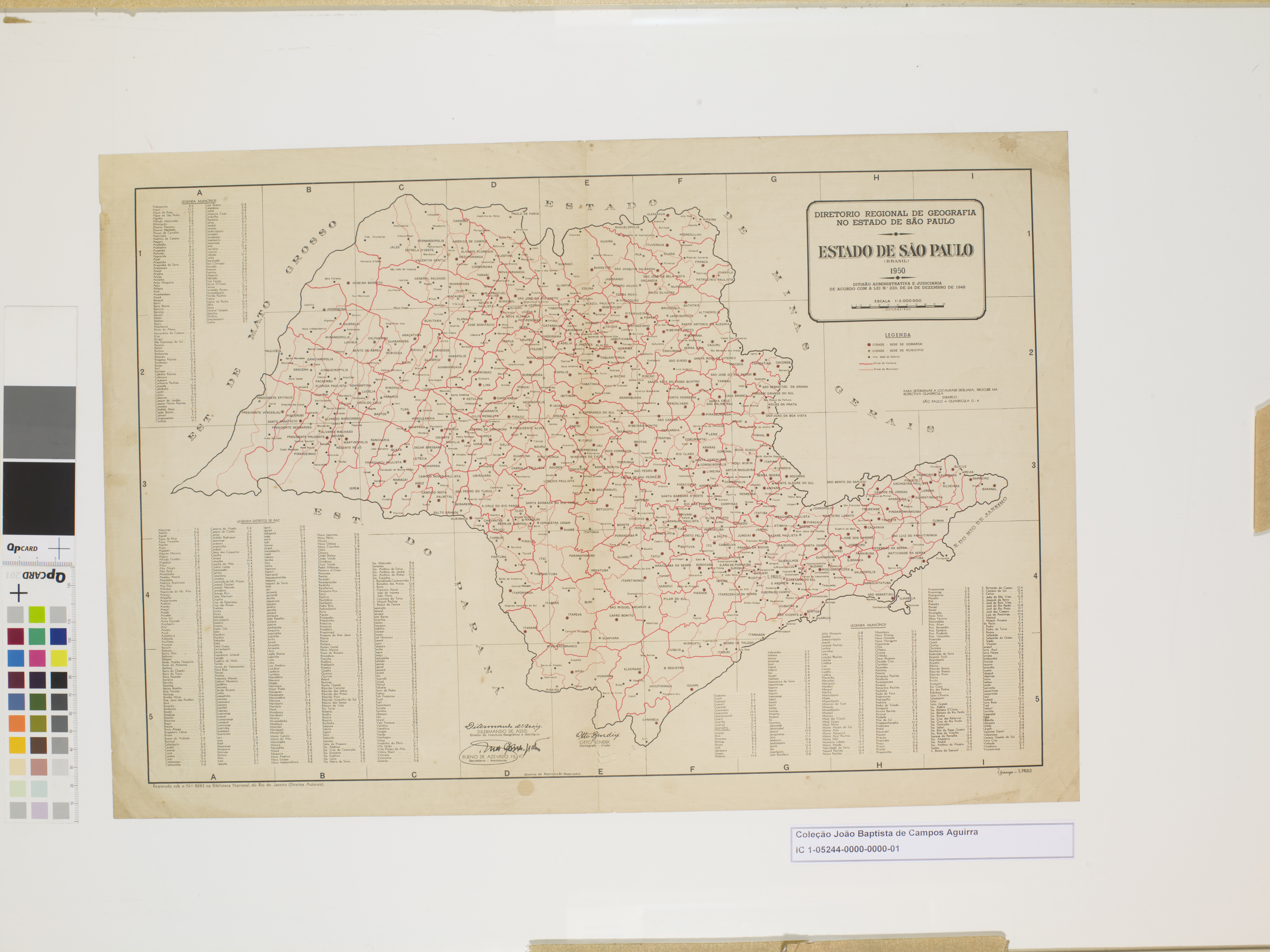
Estado de São Paulo (1948).

- 1949 – Em 27 de março é instalado o município de Presidente Epitácio;
- 1949 – Loteamento de terras às margens do rio Paraná em 30 de setembro dá origem à comunidade do Campinal, nome adotado em referência a Francisco Campinal, da Companhia Agrária que em 1921, se dizia proprietária de uma grande gleba de terras que ia até o rio do Peixe;
- 1957 – Inicia-se, a três de maio, a pesquisa de petróleo em Epitácio, cujas prospecções são encerradas, sem êxito, em 20 de Março de 1959, tendo atingido 3.953,5 m de profundidade;
- 1958 – Presidente Epitácio é transformada em Comarca no dia 31 de dezembro pela Lei nº 5.121, sendo que esta lei foi revogada pela Lei nº 5.285 de 18 de fevereiro de 1959, retroativa a 1º de janeiro de 1959;
- 1960 – Iniciada a construção da ponte "Maurício Joppert da Silva”, inaugurada em 22 de agosto de 1965;
- 1963 – Em 20 de dezembro é instalada a Comarca de Presidente Epitácio pelo " Sr. Temer Marconi da Silva ";
- 1964 - " Temer Marconi da Silva " além de instalar a Comarca, assume o primeiro cartório de notas e registro de imóveis desta Comarca;[12]
- 1968 - Foi inaugurado o Posto de Abastecimento n° 165 do SESI - Serviço Social da Indústria em Presidente Epitácio, tendo como patronos o " Sr. Temer Marconi da Silva e sua senhora Maria de Lourdes Ferraz da Silva" ;
- 1972 – A Lei 497 institui a perífrase "Joia Ribeirinha" para Presidente Epitácio;
- 1980 - Iniciadas em junho as obras civis da Usina Hidrelétrica e eclusa de Porto Primavera (hoje "Sérgio Motta");
- 1985 – Criado, pela Lei 4.954, de 27 de dezembro, o distrito do Campinal no município de Presidente Epitácio;
- 1990 – Presidente Epitácio, em 20 de julho, pela Lei nº 6.956, é elevada à condição de Estância Turística;
- 1998 – Em 7 de novembro iniciou-se o enchimento do reservatório da usina "Sérgio Motta", em sua primeira etapa, elevando o nível das águas do rio Paraná até a cota 253 (253 metros acima do nível do mar), etapa esta concluída em 14 de dezembro. Nesse mesmo ano, a CESP começa a construção do novo Parque Figueral em um novo local escolhido pela população da cidade através de plebiscito;
- 2001 - CESP inaugura o novo Parque Figueral
- 2001 – Iniciado o processo de elevação do reservatório da usina "Sérgio Mota" para a cota 257 em 1º de fevereiro. Etapa concluída em 26 de março com instalação, na ocasião, de oito unidades geradoras das 18 que tem capacidade.
- 2016 - Cassia Regina Zaffani Furlan é eleita a primeira mulher prefeita de Presidente Epitácio.

## Geografia

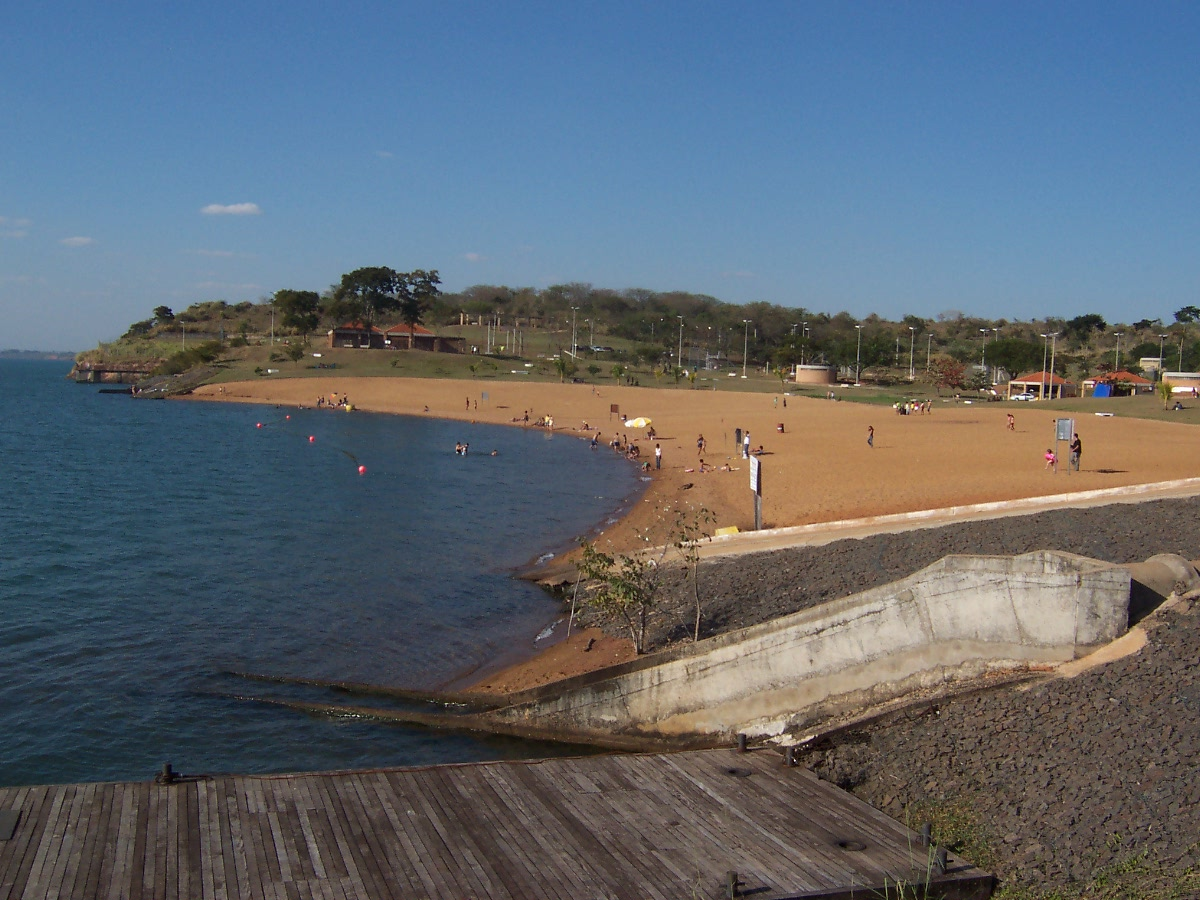
Balneário Municipal.

Localiza-se a uma latitude 21º45'53" Sul e a uma longitude 52º06'19" Oeste, estando a uma altitude de 310 metros. Possui uma área de 1281,779 km².

### Hidrografia
- Rio Paraná
- Terminal Intermodal Presidente Epitácio
- Rio Santo Anastácio
- Rio do Peixe

### Clima
O clima de Presidente Epitácio é o tropical com verão úmido e invernos secos, Aw na classificação de Köppen. O mês mais quente é janeiro, com máxima média ultrapassando os 31 °C. O mês mais frio é julho, com mínima média próximo aos 12 °C. O índice pluviométrico é de aproximadamente 1 260 mm/ano (1970-2000). A estação chuvosa vai de outubro a março e a estação seca, de junho a agosto, sendo abril, maio e setembro períodos de transição. De acordo com dados do Centro Integrado de Informações Agrometeorológicas (CIIAGRO-SP), que possui uma estação meteorológica automática desde o final de setembro de 2013, as temperaturas em Presidente Epitácio variaram de 2,2 °C em 30 de julho de 2021 a 41,2 °C no dia 21 de setembro do mesmo ano.
| Dados climatológicos para Presidente Epitácio                                                                     | Dados climatológicos para Presidente Epitácio | Dados climatológicos para Presidente Epitácio | Dados climatológicos para Presidente Epitácio | Dados climatológicos para Presidente Epitácio | Dados climatológicos para Presidente Epitácio | Dados climatológicos para Presidente Epitácio | Dados climatológicos para Presidente Epitácio | Dados climatológicos para Presidente Epitácio | Dados climatológicos para Presidente Epitácio | Dados climatológicos para Presidente Epitácio | Dados climatológicos para Presidente Epitácio | Dados climatológicos para Presidente Epitácio | Dados climatológicos para Presidente Epitácio |
| Mês | Jan                                           | Fev                                           | Mar                                           | Abr                                           | Mai                                           | Jun                                           | Jul                                           | Ago                                           | Set                                           | Out                                           | Nov                                           | Dez                                           | Ano                                           |
| --- | --------------------------------------------- | --------------------------------------------- | --------------------------------------------- | --------------------------------------------- | --------------------------------------------- | --------------------------------------------- | --------------------------------------------- | --------------------------------------------- | --------------------------------------------- | --------------------------------------------- | --------------------------------------------- | --------------------------------------------- | --------------------------------------------- |
| Temperatura máxima recorde (°C)                                                                                   | 38,9                                          | 39,5                                          | 37,1                                          | 36,3                                          | 34                                            | 33,3                                          | 34,3                                          | 37,3                                          | 41,2                                          | 40                                            | 39,7                                          | 39,1                                          | 41,2                                          |
| Temperatura mínima recorde (°C)                                                                                   | 17,9                                          | 17,3                                          | 16,6                                          | 7,6                                           | 7,2                                           | 2,7                                           | 2,2                                           | 7,3                                           | 9,9                                           | 12                                            | 12,9                                          | 17,1                                          | 2,2                                           |
| Precipitação (mm)                                                                                                 | 181,4                                         | 139,1                                         | 117                                           | 75,7                                          | 85,5                                          | 49,6                                          | 38,1                                          | 40,1                                          | 88,8                                          | 121,8                                         | 130,2                                         | 192,9                                         | 1 260,2                                       |
| Fonte: CIIAGRO (recordes de temperatura: 28/09/2013-presente) e DAEE-SP (climatologia de precipitação: 1970-2000) |                                               |                                               |                                               |                                               |                                               |                                               |                                               |                                               |                                               |                                               |                                               |                                               |                                               |

### Rodovias
- SP-270
- Ponte Hélio Serejo (antiga Maurício Joppert da Silva), que faz a ligação entre os estados do Mato Grosso do Sul e de São Paulo.

### Ferrovias
Foi terminal da Linha Tronco da antiga Estrada de Ferro Sorocabana. O transporte de passageiros na região cessou no dia 16 de janeiro de 1999.

## Demografia

### Dados demográficos
Dados do Censo - IBGE - 2010
População total: 41.318
- Urbana: 38.355
- Rural: 2.963
- Homens: 20.047
- Mulheres: 21.271

Densidade demográfica (hab./km²): 30,66
Mortalidade infantil até 1 ano (por mil): 22,24
Expectativa de vida (anos): 68,13
Taxa de fecundidade (filhos por mulher): 2,08
Taxa de alfabetização: 90,01%
Índice de Desenvolvimento Humano (IDH-M): 0,766
- IDH-M Renda: 0,720
- IDH-M Longevidade: 0,719
- IDH-M Educação: 0,860

(Fonte: IPEADATA)

## Política e administração
- Prefeito: André Ferraz Lima (Republicanos)
- Vice-prefeito: Raphael Vilela dos Santos (PSDB)
- Presidente da Câmara: Alberto Gomes Barbosa, "Tico" (UNIÃO)

## Infraestrutura

### Comunicações
O sistema de telefones automáticos foi inaugurado na cidade em 1978 pela Telecomunicações de São Paulo (TELESP), que também implantou o sistema de discagem direta à distância (DDD) em 1979 com o código de área (0182). Anteriormente a cidade era atendida pela Empresa Telefônica Paulista.
Na década de 90 o código DDD da cidade foi alterado para (018), para padronização do sistema telefônico com a telefonia celular que estava sendo implantada em todo o estado.

### Transportes
- Rodoviária de Presidente Epitácio
- Aeroporto de Presidente Epitácio (asfaltado)
- Porto de Presidente Epitácio na margem esquerda do Rio Paraná, integrado a Hidrovia Tietê-Paraná.

## Turismo

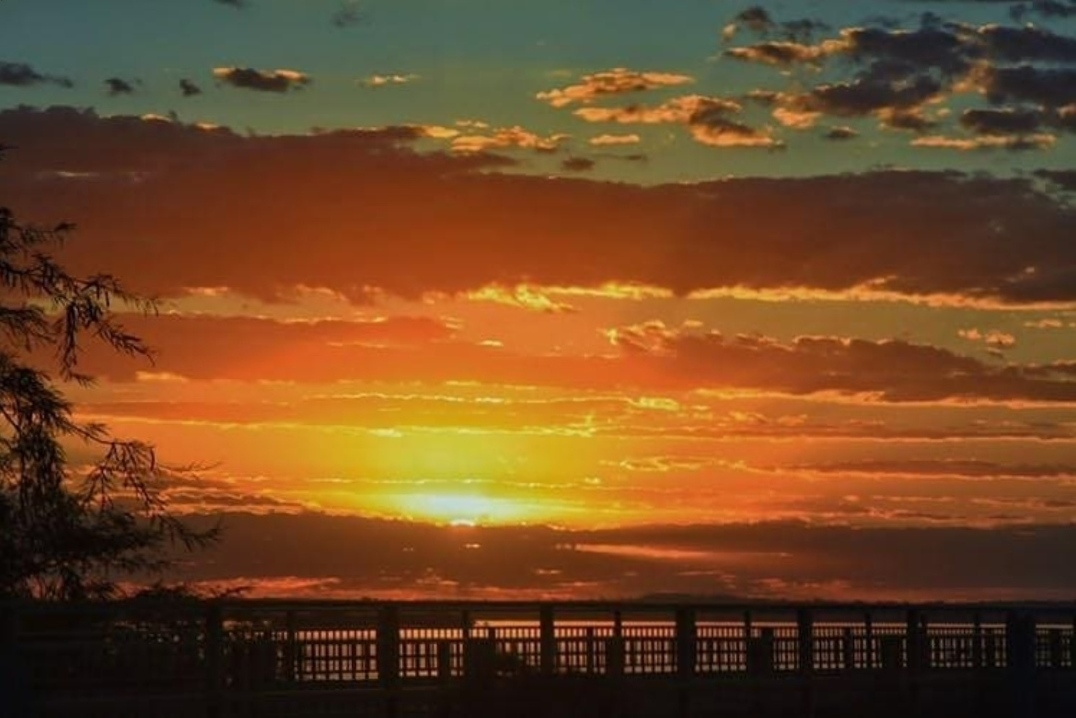
Presidente Epitácio possui o pôr do sol mais bonito do Brasil, segundo site do Fantástico.

Presidente Epitácio tem fama por possuir uma bonita orla fluvial às margens do Rio Paraná e também o 3º maior Carnaval do Estado de São Paulo.
A cidade possui várias pousadas e ranchos com ótima infraestrutura para atender seus turistas além de 3 prainhas naturais graças ao Rio Paraná. Conta também com comércio para as noites como petiscarias, restaurantes com som ao vivo e até uma balada considerada uma das melhores da região.

### Carnaval
Possui o 3º maior Carnaval do Estado de São Paulo, com desfile de escolas de sambas e carros alegóricos, tendo em dias variados blocos carnavalescos, o evento é realizado no Sambódromo Fluvial de Presidente Epitácio. A festa traz à cidade aproximadamente 42.000 turistas, tal como seu outro evento marcante, "EpiFolia" , com a tradicional queima de fogos na virada do ano, e carnaval fora de época, a media de turistas e habitantes da cidade chega em torno de 93.020 pessoas. Este mesmo ano porém foi o último com desfiles. Nos anos seguintes a cidade não teve incentivo da prefeitura, perdendo assim a tradição de melhor carnaval do Oeste paulista. 

## Religião
O Cristianismo se faz presente na cidade da seguinte forma:

### Igreja Católica
- A igreja faz parte da Diocese de Presidente Prudente.[28]

### Igrejas Evangélicas
Entre as igrejas protestantes históricas, pentecostais e neopentecostais, encontram-se na cidade:
- Assembleia de Deus Ministério do Belém.[31][32]
- Congregação Cristã no Brasil.[33]
- Igreja Batista
- Igreja Evangélica de Confissão Luterana no Brasil.[34]